# Castor și Polux

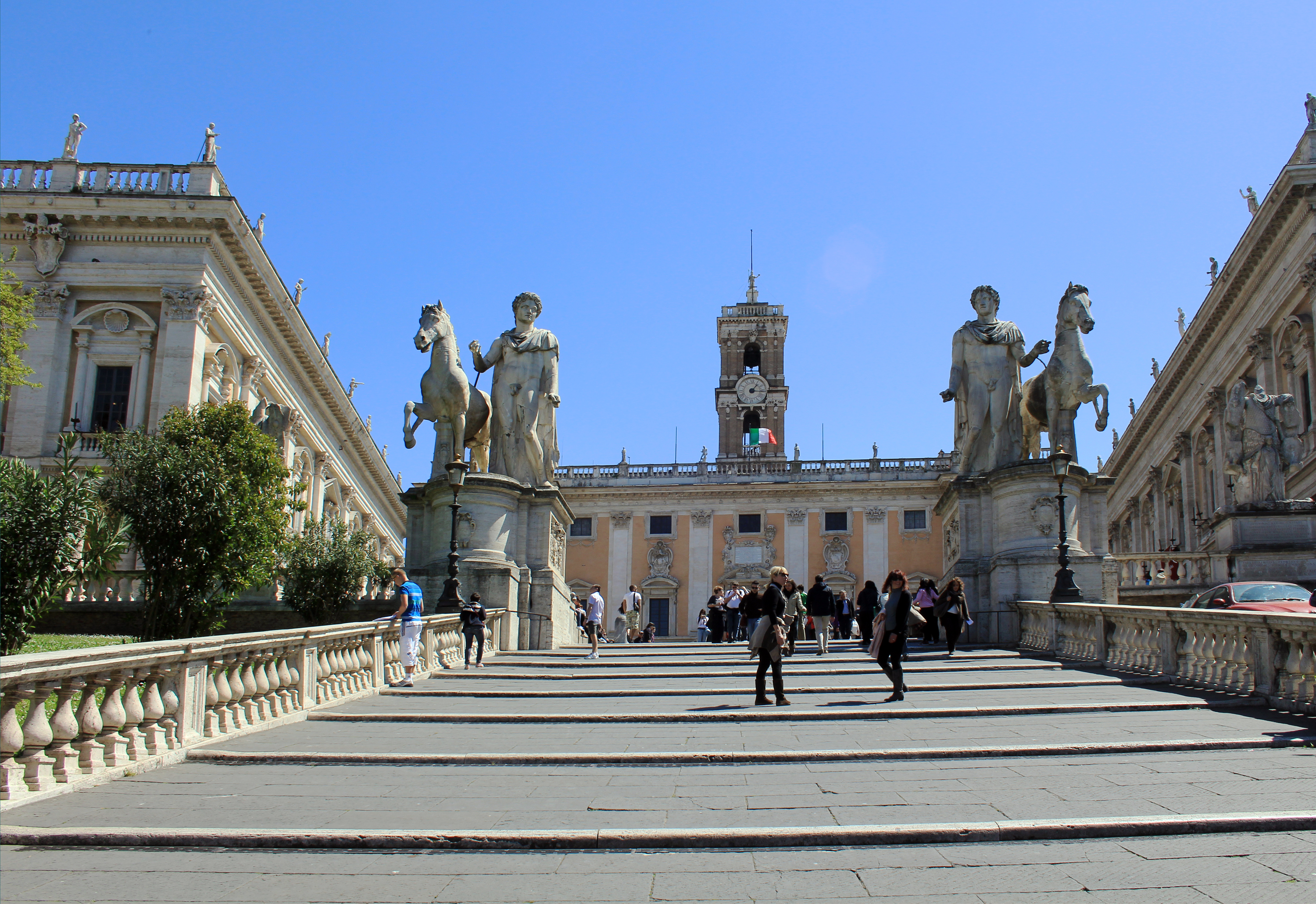
Dioscurii Castor și Polux (Capitoliu - Roma)

Castor și Polux sunt în mitologia greacă doi frați gemeni, supranumiți și dioscuri. În mitologia greacă simbolizau dragostea frățească ideală. Mama lor era Leda, dar aveau tați diferiți: Castor era fiul muritor al lui Tyndareos, regele Spartei, în timp ce Polux era fiul de origine divină al lui Zeus, care o sedusese pe Leda luând înfățișarea unei lebede. Surorile lor erau Elena din Troia și Clitemnestra, soția lui Agamemnon. Dioscurii dispuneau alternativ de nemurire, de aceea au putut fi uciși de verii lor, gemenii Idas și Lynkeus. Adoptați inițial în Sparta ca zei ai luminii, dioscurii sunt invocați mai târziu de marinarii greci, pe vreme de furtună, ca protectori ai navigației. În această ipostază sunt închipuiți zburând călări pe armăsari albi.
Adoptați ulterior și de romani, aveau un templu consacrat în Forumul Roman.